# Kersti Swartz
Kersti Viktoria Swartz (fram till 1940 Andersson), född 14 april 1921 i Norrköpings Sankt Olai, död 21 juli 2012 i Norrköpings S:t Olofs församling, var en svensk kyrkvaktmästare och politiker (folkpartist). Hon var svärdotter till statsministern Carl Swartz.

## Biografi
Kersti Swartz, som var dotter till en skräddare, arbetade i det civila som kyrkvaktmästare och var kommunalpolitiker i Kvillinge kommun och efter kommunsammanläggningarna Norrköpings kommun.
Hon var riksdagsledamot för Östergötlands läns valkrets 1973–1982. I riksdagen var hon bland annat ledamot i socialutskottet 1976–1982, riksmötet 1978/1979 som utskottets vice ordförande. Hon var främst engagerad i sociala frågor, särskilt barnfamiljernas villkor. Kersti Swartz är begravd på Ättetorps kyrkogård.